# Стримба (гора)
Стри́мба — гірська вершина в Українських Карпатах, у масиві Горгани (Внутрішні Горгани). Розташована на межі Міжгірського і Тячівського районів Закарпатської області, на однойменному хребті — Стримба.
Висота Стримби — 1719 м. Вершина трикутної форми, утворена у дрібнозернистих пісковиках глибокими водозбірними лійками. Трапляються малі озерця, кам'яні розсипища. Північно-західні та східні схили круті, південно-східний переходять у сідловину, якою з'єднується з горою Стриминіс (1652 м). Вершина Стримби місцями заросла гірською сосною, схили — мохово-трав'янистими та смереково-буковими угрупованнями з добре вираженою висотною поясністю.
На південь від Стримби розташований перевал місцевого значення — Присліп, за яким простягається хребет Красна, на північний захід — хребет Пішконя. На захід від гори лежить мальовнича долина річки Тереблі зі селами Колочава, Горб, Негровець та Синевир.
Південно-західні схили гори лежать у межах Національного природного парку «Синевир».
Найближчий населений пункт: с. Колочава.